# Hellingstijgwind
Hellingstijgwind ontstaat aan de loefzijde van duinen, heuvels en bergen. De wind wordt gedwongen om tegen de helling op te stijgen. De stijgende lucht kan merkbaar zijn tot enkele malen de hoogte van de helling. Door met een zweefvliegtuig in deze stijgende lucht te gaan vliegen, is het mogelijk om uren in de lucht te blijven. Een voorwaarde is dat de helling hoog genoeg is, de wind hard genoeg is en de windrichting ongeveer loodrecht op de helling staat.
De enige helling in Nederland waar dit mogelijk is, is de duinenrij aan de Noordzeekust. Op deze plek is het alleen mogelijk als het harder waait dan windkracht 6 en als de wind ongeveer loodrecht op de helling staat. Dit komt doordat de duinen niet hoog zijn.
In Duitsland zijn er vele hellingen te vinden die aan de voorwaarden voldoen, een zeer bekend gebied is de Wasserkuppe
waar vele Nederlanders te vinden zijn die van de thermiek en stijgwinden gebruikmaken.
Het huidige Nederlandse duurrecord is op deze methode gevestigd. Dit record staat op naam van J.K. Hoekstra en werd gevestigd op 10 en 11 juli 1937 boven de duinenstrook tussen Katwijk en Scheveningen. De vlucht duurde 24 uur 3 minuten. Met thermiek kan een vlucht niet zo lang duren, doordat de thermiek 's nachts wegvalt.
Ook bij het besturen van modelvliegtuigen wordt van hellingstijgwind gebruikgemaakt. Hierbij is windkracht 4 al voldoende. In Nederland wordt zowel langs duin- als dijkhellingen heen en weer gevlogen met zweefvliegtuigen en vliegtuigen van piepschuim. Met de piepschuimvliegtuigen wordt geprobeerd elkaar uit de lucht te vliegen.
Vogels zoals meeuwen maken ook vaak gebruik van deze hellingstijgwind en kunnen dan bijna stil op dezelfde plaats in de lucht blijven hangen.